# Rose group
Rose group (ранее RGI International) — российская девелоперская и управляющая компания.
Была основана Борисом Кузинцом в 1993 году под названием Rose Group. В 2006 году сменила наименование на RGI International, в том же году осуществила IPO на Лондонской фондовой бирже. В 2012 г. вернула старое название Rose Group. В 2014 г. произвела делистинг акций.

## Собственники
По состоянию на 2014 год компания RGI International контролировалась следующим образом:
- 73,39 % —Direct Finance LLC (представляет интересы обанкротившегося в 2008 году банка «Глобэкс» (в настоящее время поглощен Связь-банком, принадлежащем ВЭБ));
- 16,52 % — AMG Group Limited;
- 0,46 % —Андрей Нестеренко (генеральный директор);

Ещё 9,63 % находилось в свободном обращении.
В мае 2015 г. банк «Глобэкс» заявил о планах по продаже компании.

## Деятельность
Компания специализируется на девелопменте проектов жилой и торговой недвижимости в Москве и прилегающих районах. Ранее специализировалась на «элитной», дорогостоящей недвижимости, но с началом реализации подмосковного проекта «Микрогород в лесу» вышла в более демократичный сегмент.

## Проекты
Завершённые
1. Универмаг «Цветной». (Tsvetnoy Central Market)
2. Офисный комплекс «Бутиковский».

Строящиеся
1. «Микрогород в лесу».